# Budafapuszta
Budafapuszta est un hameau (puszta) de la commune de Kiscsehi, dans le comitat de Zala en Hongrie.

## Géographie
Budafapuszta est situé dans une région de collines boisées. Il est connu pour son arboretum (Budafapusztai Arborétum) aménagé sur l'ancien domaine de la famille Zichy.

## Histoire
Le lieu est mentionné pour la première fois en 1310 sous le nom latin de Budafaluus (en hongrois falu = « village »).